# 巴黎聖母院 (小說)
《巴黎圣母院》（法語：Notre-Dame de Paris）是法國文學家維克多·雨果所著、於1831年1月14日出版的小說。故事的場景設定在1482年的巴黎聖母院，內容環繞一名羅姆人少女(愛絲梅拉達)和由副主教(克羅德‧法羅路)養大的聖母院駝背敲鐘人(加西莫多)。此故事曾多次被改編成電影、電視劇及音乐剧。

## 故事大綱

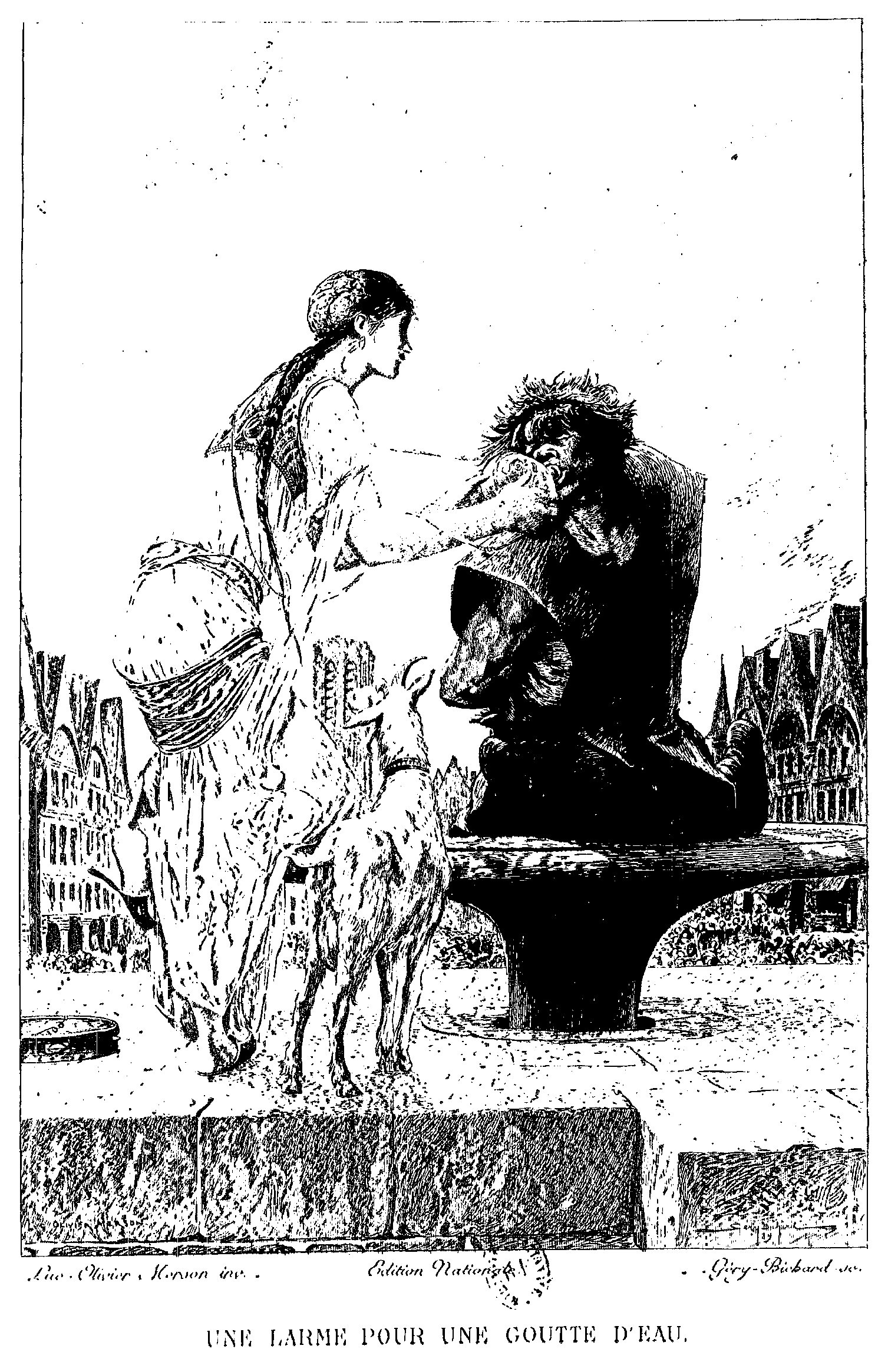
« Une larme pour une goutte d'eau »

### 加西莫多的出生
故事開始時，一位婦女巴格特跟某個男人私奔到法國巴黎，育有她極為美麗的私生女。巴格特為她出生的女兒製作了一雙小紅鞋，可是巴格特的女兒出生沒多久就被外地的羅姆人給偷走並且被掉包成一個極為醜陋的駝背男嬰。巴格特無法接受自己的女兒被偷走的殘酷事實，於是她將駝背的嬰兒丟棄在巴黎聖母院門外，然後隱居在一個樓塔上擔任修女。而那醜陋的駝背嬰兒被聖母院副主教的法羅路給收養成人並將他取名為加西莫多。之後加西莫多就成為聖母院的敲鐘人，也對養育自己長大的法羅路很尊敬。

### 愚人節的騷動
1482年的巴黎正舉行著愚人節節慶活動，聖母院的駝子加西莫多因為是全巴黎長相最醜陋的人被選為愚人教皇，因此他被群眾推舉上王座並在全城遊行。格林果是一名貧窮潦倒的吟遊詩人，他在愚人節推出神蹟劇但觀眾都只看遊行不觀賞自己的戲劇。後來身無分文的格林果在廣場看到一位美麗的羅姆族街頭舞女愛絲梅拉達跟她的山羊佳麗圍繞在觀眾的面前跳舞，這也引起副主教法羅路的注意，結束表演的愛絲梅拉達在歌唱時屢次被修女巴格特給打斷。格林果尾隨著愛絲梅拉達，希望能找到適合他的棲息駐所，當他走到一個轉角時，看見被加西莫多襲擊的愛絲梅拉達。格林果想救她卻被加西莫多打倒在地。王家弓箭隊隊長菲比斯及時救走愛絲梅拉達並逮捕加西莫多，令愛絲梅拉達對菲比斯產生鍾情，她向菲比斯說聲道謝後帶著自己的山羊離開現場。當晚稍後，被加西莫多給擊昏的格林果在不知不覺中誤入乞丐和盜賊的地盤＂奇蹟宮殿＂而被捉住，格林果被一幫乞丐和盜賊給押在「奇蹟宮殿」的乞丐王克羅賓的面前，克羅賓告訴葛林果若他想活命最好從眾乞丐和盜賊中挑選一位女子藉以摔罐做為幾年的夫妻，否則他將會被處於吊刑。葛林果四處詢問眾乞丐們卻均被回絕時，愛絲梅拉達正好出現藉以摔罐並與葛林果締結四年的「婚姻」。事後愛絲梅拉達斥責葛林果誤闖「奇蹟宮殿」的行為，並問他的經歷與「菲比斯」的意思，而後就離開。

### 加西莫多拯救愛絲梅拉達的行動
翌日，加西莫多因在愚人節時襲擊愛絲梅拉達的罪刑被推上法庭，被判在格列夫廣場接受兩小時的酷刑。他在絞台上磨轉又被群眾嘲笑，受到侮辱。加西莫多乞求一點水喝但沒有人理會他，直至愛絲梅拉達上前，給加西莫多一些水並原諒了他，這使加西莫多被釋放。而修女巴格特看到這一幕，感到不滿與咒罵愛絲梅拉達是羅姆族小偷，並把十五年前痛失自己的女兒的事歸咎於她。
兩個月後，貴族少女百合花·貢德洛里埃、她的朋友以及菲比斯在陽台上聊天時看到在街上跳舞的愛絲梅拉達。百合花出身於貴族世家，也是菲比斯的戀人。百合花十分嫉妒愛絲梅拉達引起菲比斯的注意，愛絲梅拉達步進房間時，百合花的朋友們對愛絲梅拉達的容貌立即相形見絀。她們雖然長得也很美卻比不上愛絲梅拉達。當百合花的朋友們意識到愛絲梅拉達艷壓群芳，便嘲諷她的衣著，愛絲梅拉達雖然聽到這些話時感到生氣卻忍受恥辱。儘管菲比斯安撫愛絲梅拉達，但百合花拿走了愛絲梅拉達的袋子並打開來跌出幾塊寫些字母的木板，愛絲梅拉達的山羊佳麗把那些字母拼成「菲比斯」(Phoebus)。百合花意識到她有情敵並認為愛絲梅拉達是個女巫。發現此狀的愛絲梅拉達把木板收好帶著佳麗離開現場。
幾個月稍後，菲比斯想找愛絲梅拉達時遇到一個神秘黑影（法羅路），那個人知道菲比斯找愛絲梅拉達的目的，並且警告他不要讓自己看到他與愛絲梅拉達會面的場景。完全不知情的菲比斯見到愛絲梅拉達時趁機吻她又假裝自己也愛她。愛絲梅拉達知道菲比斯無意和自己結婚而是與他的戀人百合花結婚，感到很難過。
菲比斯假裝很傷心地說愛絲梅拉達不會再愛她，愛絲梅拉達便說自己是真心願意為他做任何事。菲比斯開始解開愛絲梅拉達的衣衫，並再吻她。一直在門後注視的黑影（法羅路）注視著他們的舉動，怒火中燒地闖進房間刺傷菲比斯。目睹這一切的愛絲梅拉達昏倒後醒來，發現自己被控謀殺，同時又因為一些誤解使陪審團以為菲比斯已經被人給刺殺。愛絲梅拉達雖然被嚴刑逼供時辯解出自己是無罪的人，但她的腳被鎖在鐵靴裡愈收愈緊，致使愛絲梅拉達不得不承認自己是行刺菲比斯的嫌疑。法庭判定愛絲梅拉達的罪名是謀殺和行使巫術(法庭見過愛絲梅拉達的山羊佳麗使用拼字把戲)，將她關入單人牢房。等到翌日就判處愛絲梅拉達絞刑。
後來法羅路見到待在牢裡的愛絲梅拉達，跟她解釋自己早已擁有對她深層的愛慕，他詢問愛絲梅拉達是否要選擇自己。愛絲梅拉達因為知道行刺菲比斯的人其實是法羅路，以拒絕做為答復。翌日，加西莫多在處刑前的幾分鐘突然從聖母院擊倒士兵並救下愛絲梅拉達，他跑回圣母院的時候向眾人高喊著「請求避難」(sanctuary)（也译“圣地、庇護所”），引起騷動。因为当时的法律規定中如果罪人進入圣母院獲得庇護權後，法官就无权进入教堂去捉拿罪犯。
愛絲梅拉達跟她的山羊佳麗待在聖母院的時候，想起自己被處刑時發現菲比斯還活著，但他已經不再愛自己後為此感到欲哭無淚，因此她只能慢慢地跟加西莫多成為朋友，並不再注視加西莫多的畸形外表而是他的內心。加西莫多給予愛絲梅拉達一個聲音尖銳的哨子，然後解釋這是他能夠聽見的東西的其中一個，並告訴她需要自己幫忙的時候就使用。
有天愛絲梅拉達發現菲比斯走過聖母院，她叫加西莫多跟著菲比斯，但加西莫多卻看到菲比斯正離開他情人百合花的房子。加西莫多告訴菲比斯愛絲梅拉達依然在待在聖母院的實情，但不知情的菲比斯以為愛絲梅拉達已經不在後要求加西莫多離開。加西莫多回去後說他找不到菲比斯。失望的愛絲梅拉達只好和加西莫多過幾星期平靜的生活，但回到聖母院的法羅路見到愛絲梅拉達和加西莫多相處得很好而大感憤怒。於是他決定待在小室躲幾天不讓他們發現自己。
法羅路在某個晚上用萬能鑰匙打開愛絲梅拉達的房間企圖強姦她。早已醒來愛絲梅拉達知道自己無法反抗法羅路，於是她拿出哨子並拚命吹響引起加西莫多的注意，使法羅路被加西莫多猛扔到牆上，法羅路踉蹌著走到窗口射進來的月光裡，加西莫多大爲吃驚地認出了他。法羅路從愛絲梅拉達的口中知道菲比斯還活著的實情感到驚訝與震怒，但他在加西莫多挺護愛絲梅拉達的情況下只好離開房間。
隔天早上，法羅路遇到正在打聽護愛絲梅拉達的行蹤的葛林果，法羅路對葛林果說愛絲梅拉達在聖母院尋求庇護的理由，並且對他謊稱議會再過不久將指揮士兵強行帶走愛絲梅拉達並將她處刑的事，這讓格林果錯愕不已並且擔心克羅賓與眾乞丐們得知這件事會怪罪自己沒去拯救愛絲梅拉達，到時他很快會被眾乞丐們給處於吊刑。
格林果在跟法羅路的商量下他決定與「奇蹟宮殿」的眾乞丐們聯手救出愛絲梅拉達然後逃離巴黎，隔天晚上，加西莫多一直對愛絲梅拉達的安危感到很在意並且擔心有人會對她做些不利的舉動，所以他在聖母院裡面四處提高警戒時發現格林果帶領著「奇蹟宮殿」的羅姆人前往聖母院營救愛絲梅拉達。加西莫多以為他們是捉拿愛絲梅拉達的士兵於是用聖母院的防禦武器來還擊。格林果和一個穿著斗篷的法羅路在混亂的期間進入聖母院找到愛絲梅拉達，當時愛絲梅拉達聽到攻打的聲音誤以為是士兵進入聖母院來捉她的，當格林果見到愛絲梅拉達並勸她迅速離開聖母院，使愛絲梅拉達不得不答應跟格林果的請求跟著他離開聖母院。

### 加西莫多的結局
當國王的顧問見到聖母院的交戰時，議會便投票將愛絲梅拉達從避難所移走。同一時間，加西莫多發現國王的軍隊殲滅「奇蹟宮殿」的乞丐王克羅賓與其眾手下以為他已經要獲勝，但王家弓箭隊卻前來聖母院幫國王的軍隊清理羅姆人的街道。加西莫多跑到愛絲梅拉達的房間去找人卻發現她已經不在房間裡面，讓他有種不祥的預感。另一方面，愛絲梅拉達跟著格林果和法羅路乘坐一條小船划到賽納河對岸，葛林果在法羅路的建議下帶著愛絲梅拉達的山羊佳麗走入另一個巷子，而愛絲梅拉達跟隨法羅路時發現他們走入絞刑架廣場的路上，法羅路要脅愛絲梅拉達決定跟隨自己還是被處刑的選擇，當他聽到愛絲梅拉達選擇被處刑時在惱怒下決定把她交給修女巴格特，好讓自己通知士兵過來捉人。
起初修女巴格特緊抓愛絲梅拉達的手不放，直至發現愛絲梅拉達拿出跟自己手上持有相同的小紅鞋時，她這才明白愛絲梅拉達其實是自己失散多年的女兒，於是帶她躲進塔內。她還沒來得及跟女兒相認，便聽到菲比斯已奉國王的命令前來抓人的聲音。愛絲梅拉達原本被她的母親巴格特給隱藏好，可是在聽到菲比斯的聲音時以為自己的心上人是來救自己，從而暴露藏身處，被士兵帶走。修女巴格特為了保護與拯救自己的女兒跟著衛兵到絞刑台時沿路又踢又咬，最後因心力衰竭加上被衛兵推倒在地，頭部受創而亡。
而在聖母院尋找愛絲梅拉達的加西莫多在北塔頂樓發現法羅路時，目睹穿著白色裙子的愛絲梅拉達被處於絞刑。加西莫多在悲怒中把法羅路從聖母院的頂樓猛推至石欄墜地而亡。加西莫多看到法羅路的遺體和被處刑的愛絲梅拉達後，悲痛地喊叫著:「天啊!這就是我所愛過的一切！」(Oh!tout ce que j'ai aimé!)此後從聖母院消失得無影無蹤。據說不知道愛絲梅拉達是無罪的菲比斯與他的戀人百合花結為夫婦，帶走愛絲梅拉達的山羊佳麗的葛林果成為著名的詩人，但是他讓愛絲梅拉達因冤而終，使自己的良心受到無止盡的譴責，而聖母院的駝子加西莫多則帶著愛絲梅拉達的遺體進入地下墓穴中直到長眠為止。

## 主要角色
- 加西莫多(Quasimodo):被克羅德‧弗羅諾給收養的棄嬰。獨眼、駝背，有語言障礙，從小在聖母院長大與負責敲鐘;由於在克羅德的養育下長大自此對他很尊敬，在一次的契機下對羅姆族舞者愛絲梅拉達產生鍾情卻得不到回報，當愛絲梅拉達遭到克羅德的陷害而被處刑時一度救下她，但最終在愛絲梅拉達被處刑後親手將克羅德從聖母院上推落下去後;在地窖與自己最敬愛的愛絲梅拉達擁抱在一起直到長眠為止。
- 愛絲梅拉達(Esmeralda):羅姆族舞者。起初在表演時受到觀眾的掌聲，曾受到加西莫多和弗羅諾的追求，後來為了救誤闖羅姆人的秘密巢穴＂奇蹟宮殿＂而被處於吊刑的格林果跟他結為有名無實的夫妻。實際上自己唯對王家弓箭隊的隊長菲比斯產生愛慕，對弗羅諾感所厭惡，因此在菲比斯遇刺事件中被誣陷為女巫和兇手。就在自己被送上絞刑架時被加西莫多給帶到聖母院請求庇護，最後被以女巫之名被教會和宮廷判處絞刑。
- 佳麗(Djali):愛絲梅拉達的寵物山羊。牠表演的把戲使人們相信愛絲梅拉達是女巫;牠能夠把字母拼成「菲比斯」(Phoebus)，又會敲打拍子告訴人們月份和時間。
- 比埃尔·格林果(Pierre Gringoire)：一位貧窮的遊唱詩人。曾受聖母院會吏長克羅德‧弗羅諾的認同成為詩人，曾在某日因誤入羅姆人的秘密巢穴＂奇蹟宮殿＂險被處刑，但在得到愛絲梅拉達的同情而獲救成為有名無實的夫妻。後來得知愛絲梅拉達遭到陷害將被處刑躲匿在聖母院時，與羅姆人去救愛絲梅拉達卻被克羅德給利用下只帶著愛絲梅拉達的山羊佳麗逃走，使愛絲梅拉達最終因法羅路的陰謀而喪命。
- 克羅德‧弗羅諾(Claude Frollo):聖母院會吏長，曾收養遭到遺棄的獨眼駝背怪人加西莫多，在某日見到正在跳舞的愛絲梅拉達而起凡心與鍾情，多次向她愛絲梅拉達却被厌恶，遂出于愤恨而处处陷害愛絲梅拉達;最后在圣母院上观看愛絲梅拉達被处刑时被加西莫多從圣母院的楼顶上推下石栏坠地而亡。
- 克羅賓(Clopin Trouillefou):「奇蹟宮殿」的乞丐王。为救出被困在圣母院中的愛絲梅拉達而戰亡。
- 菲比斯(Phoebus Châteaupers):一名王家弓箭隊的隊長，原本和戀人百合花(Fleur-de-lys)已有婚約，起初見到愛絲梅拉達後一度對她產生鍾情，但在愛絲梅拉達遭到克羅德的陷害下沒出手替愛絲梅拉達辯護申冤，在不知情的情況下奉命逮捕離開圣母院的愛絲梅拉達，最終與百合花結為夫婦。

## 主题
小说的名字《巴黎圣母院》指出了圣母院自身是小说最重要的元素之一，故事的主要背景以及主题都集中于此。除了愛絲梅拉達和菲比斯的几次会面以外，几乎所有的事件都发生在圣母院的周围。在雨果写这部小说之际，圣母院年久失修。故事描写了哥特时代的建筑、人文和宗教。宿命论、革命和社会冲突被详尽分析。
加西莫多、愛絲梅拉達与上流社会在小说中形成了显明的阶级对比。读者也可以看到许多现代观点是如何从书中衍生出来的，如性别观。例如，菲比斯反对将愛絲梅拉達看做是性对象。愛絲梅拉達也常被看做是真纯的典范——这就是加西莫多眼中的她。愛絲梅拉達似乎也将自己与菲比斯做了对象化，虽然后者的男性观时常被读者争议。
雨果在引言和小说的第一卷中介绍了几个主题。主题旨在探讨文化演化，以及人类是如何无缝隙地通过文学、建筑、艺术等方式将一个时代的理念带到另一个时代中去。雨果不但探讨了从中世纪到现代法国的文化演化，而且也探讨古希腊和罗马世界的变革。他在第一卷书中继续延伸了这一话题。
小说的另一个重要主题是人不可貌相。虽然法羅路是个副主教，常被以为是充满慈爱、正直的人。但事实上，他残忍歹毒，控制欲强，内心邪恶。与之相对的是加西莫多，由于外表丑陋，常常被人们误认为是恶魔，但实际上他的内心善良、慷慨。愛絲梅拉達也被人误解;因为她是羅姆人，所以巴黎人认为她是邪恶的;但是，和加西莫多一样，她的内心也充满了爱心、友善。菲比斯的外表英俊，但他其实为人虚伪、自私、缺德、不值得信任。
在故事开始前，雨果就提出了文化演化的主题。他写到自己在石头上发现了"ANARKIA"的字样，但是字样被年岁洗刷而模糊不清。他继续写道：“这几个大写的希腊文字母，由岁月的侵蚀而发黑，深深地嵌入石壁中，其形貌和笔势，不知如何借鉴了哥特字体的特征，仿佛特为招示这是中世纪人之手写下的，其中所包藏的难逃定数的命意，尤令作者心惊。”在第四章中，这个字符被揭示为“命运”的意思。
很明显，在引言汇中雨果发现到古代文化与现代文化之间的相似之处。雨果称来自古希腊的纪元与传奇与中世纪的思想有很多共同点，好像古代作品是由中世纪书吏写的一样。雨果暗示两个时代的思想之所以相似，是因为思想通过文学和文字作品传承了下来。在古希腊，纪元与传奇常常刻在石板上。由于这些文献代代相传，因此它们对中世纪的影响很大，在那个时代，欧洲古代的作品被珍藏、被看重。同样，印刷文献也存在于两个时代。然而，中世纪的文献不是刻在石板上，而是印在纸，或羊皮纸上。
在此，雨果描述了建筑物的重要性，以及它是如何反映一个社会的价值观与思想的。华丽而显赫的建筑物在巴黎成为了废墟，表明社会对财富、艺术、美学的热情不再。这种热情在文艺复兴时再度兴起，古代的文艺与风尚再度流行。雨果将这种传承的热情归结于上古社会。雨果称虽然古代法国的原始建筑破败失修，但它的建筑美学为中世纪哥特式风格提供了灵感。雨果称:“哥特一词，从它的一般应用上来讲是完全不合适的，却又被尊为至高。由此，我们接受了它，习惯了它，和其它世界一样，塑造了中世界后半部分的建筑物，而尖顶拱却来自于前半部分，半圆形则是其父。”
在小说的第二卷中，雨果将重点放在了忠诚上。在第三章中，加西莫多对副主教表现出了不可思议的忠诚;他在副主教面前“屈膝下跪，磕头合掌”。在第四章中，警卫队在巴黎街道上巡回，表示出对国王的效忠。羅姆人的小羊也是一种忠诚的象征。即使加西莫多被警卫队逮捕，它依然尾随在后。三个混混把乞丐甘果瓦尊为自己的“国王”，并对他表示出难以置信的服从。愛絲梅拉達表现出对人类的献身精神，为了搭救甘果瓦，她答应嫁给他，虽然这并非出于爱情。甘果瓦富有哲理诗意，一句“可能”、或一个神秘的字符就能给他足够的好奇心或勇气。诗人比埃尔·甘果瓦将自己全部的智力与成就归功与克羅德·法羅路，对后者表示忠诚，不惜言辞赞美:“托他的福，我今天是个真正的文人了。”忠诚是雨果小说第二卷中的核心主题，并在之后以各种不同的方式表现了出来。
在第三卷中第一章中，小说的主题变成了岁月沧桑。第三卷着重描写巴黎圣母院，它的外观因岁月流逝而被磨损。叙述人描写圣母院曾经壮美辉煌，如今却破败不堪。彩色的玻璃窗被“冷白窗格”代替，很明显，叙述人的感情是酸楚的。对圣母院的翻修在某种程度上降低了它的价值内涵。楼梯被熙熙攘攘的城市掩埋，雕塑被挪走。时间的流逝对教堂产生了重大的改变，而这常常是负面的。时代的划痕无法修复。叙述者称:“时尚比革命的伤害更大。”对圣母院的翻修是时代的不幸，这成为小说第三卷中的主题。
小说第四卷的主题是爱。爱可以有许多表现形式。例如，母子之间的爱，人与他兴趣之间的爱，人与物之间的爱。克羅德·法羅路是圣母院的會吏長。他是个很聪明的人，喜欢科学和医学。他喜欢钻研学术，这是他的爱好。随着故事的发展，当他赶到自己人生不济时，干脆钻进了科学研究当中去。当他的父母去世时，法羅路收养了自己尚处婴儿的弟弟，杰汗。他发现“对小弟弟的爱满足了存在的所有。”法羅路把照料杰汗当作生活的中心，并无条件地满足他的要求。他另收养了一个孩子，就是加西莫多，因为“如果他是将死之人，他的小弟弟杰汗可能也会悲惨地抛弃在领养的床板上——这些打动了他的心，巨大的同情心感动了他，他随机带走了孩子。”虽然孩子相貌丑陋，没人喜欢，但是法羅路依然照料了他。加西莫多的丑陋非但没有打消，但是却增强了法羅路对他的爱。当弃儿长大后，他从法羅路那里获得了撞钟人的职位。“他非常喜欢大钟，抚摸它们、跟它们对话、理解它们。”加西莫多喜欢大钟，他最喜欢的是最大的玛麗亞大钟。加西莫多也很爱他的养父法羅路。不管怎样，他“接受了他，收养了他，抚育了他，照顾了他... 最后让他做了撞钟人。”甚至当法羅路对加西莫多不客氣时，他依然对他十分恭敬。在第四卷中，父子之间的爱从这里体现了出来。法羅路对他的两个领养的“孩子”疼爱有加。每个人都有自己的所爱;法羅路爱学习研究，加西莫多爱圣母院的钟。
故事第五卷第一章和第二章的主题是在此出现的新技术将会推翻过去的知识，将它从新一代人的面前抹去。在雨果写这部作品的时期，法国正在经历大革命之后的重建工作。国民分裂成为两个部分:一部分支持共和国，另一部分则持反对意见。许多变革在此发生，人们对未来的走向表示不安雨果写道:“...这种无疑是最基本和最简单的思想当中还蕴藏着另一种更新颖的想法，源自头一种思想，比较不易觉察，却更易引起异议;这也纯粹是一种哲学观点，不再仅是教士的观点，而且也是学者和艺术家的观点。这是预感到，人的思维随着思维方式的改变，也改变其表达方式;每一代人的主要思想不要再用同样的材料和同样的方式来进行书写;...”由于主教的地位崇高，在法国国内富有权势，他们也控制着许多建筑物。主教们可以通过建筑物进行交流，因为许多大型建筑物都是带有宗教色彩的。印刷术将会掌控社会，人们将不会在去尊敬之前宏伟的艺术，只会把它当做一个曾经居住过的地方。雨果称“建筑物是人类的伟大书籍。”在印刷术诞生之前，建筑物是思想传承的媒介之一。这是因为在当时书籍无法大量生产，大型建筑则十分显眼。雨果有称“建筑物是人类的手写作品。”思想很容易通过与建筑物的融合来进行传播。印刷术的诞生改变了这一切，因为书籍可以大量生产了。思想可以更容易地通过文字作品来传播，而不是通过与建筑物的融合来传承。雨果说的印刷术将摧毁建筑物的意思就是这点，建筑物将仅仅是一种艺术，不会承载思想的传承了。
贯穿小说的另一个主题是爱可能会有副作用。这个主题在第十一卷时得到了显明，爱的毁灭性得到了显露。爱丝梅拉达对菲比斯的深情导致她对他的呼喊，从而暴露了自己，被国王的卫队捉住，备受折磨。当法罗路沉迷于对爱丝梅拉达的追求时，他的性情蜕变，变得疯狂，最终因他对爱丝梅拉达的不幸进行嘲讽时，被加西莫多扔下了钟楼。“话音一落，他拔腿就跑，也攥着她跑—— 因为他始终没有松开她的手臂—— 径直向绞刑架跑去。他指着绞刑架，冷冷地对她说:‘在我和它之间抉择吧。’她挣脱出他的手中，一下子扑倒在绞刑架下，拥抱着那根阴森可怖的支柱。接着，把秀丽的脸蛋转过半边来，瞅了教士一眼，宛如跪在十字架脚下的圣母。教士依然一动也不动，手指头一直指着绞刑架，始终保持着这一姿势，俨如一尊雕像。羅姆族少女终于对他说道:‘它叫我厌恶的程度，还远不如你呢。’”（第十一卷，第一章）这段对话显明法罗路对爱丝梅拉达的痴迷，以及爱丝梅拉达对菲比斯的痴迷，以至于她宁死不选择别人。另一种致命的爱是加西莫多对爱丝梅拉达的感情。在看到法罗路和爱丝梅拉达的尸体时，加西莫多叹息道:“天啊，这是我所爱过的人啊!”这显明它生命中所有爱过的人都已经离去。这种致命的爱最终要了他的命，他选择在坟墓中与爱丝梅拉达联合，绝食而死，而不是继续自己的生命。

### 建筑
建筑物在雨果的《巴黎圣母院》中是一主要议题，不僅就圣母院自身而言，而且就在全巴黎、以至全欧洲来说，其文艺作用会因印刷术的到来而消逝。克羅德‧法羅路的不祥预言‘Ceci tuera cela’（当他看到印刷书本和圣母院时，称“这会弄死它的”）正中主题，雨果在第五卷第二章写道‘quiconque naissait poète se faisait architecte’(“诗人都是建筑师”)，辩称当文字世界被无情审查、难以生产时，建筑物是显眼的，是自由的。
Il existe à cette époque, pour la pensée écrite en pierre, un privilège tout-à-fait comparable à notre liberté actuelle de la presse. C'est la liberté de l'architecture. 
 当时，在用石头书写的思想方面存在着一种特权，完全可以同我们现在的出版自由相提并论，那就是建筑艺术的自由。——第五卷，第二章
印刷术的出现使得人们可以很容易地将自己的思想写在纸上，雨果认为这一时代是建筑物作为伟大艺术品的最后时代。在他的很多著作中，雨果对两种社会之间的变革十分感兴趣。
小说第三卷的主要主题是圣母院在不同时代的修缮工作，但这些工作却适得其反:“又是谁把这些“色彩强烈”的玻璃窗换上了冷冰冰的白玻璃呢”、“又是谁偷梁换柱，把精工堆满圣骨盒和圣物盒的那哥特式古老祭坛去掉，换上了刻着天使头像和云彩的那口笨重的大理石棺材，彷彿是圣恩谷教堂或残老军人院的一个零散的样品?”这些是一些例子。这些章节也讨论了在法国大革命后，修缮为什么没有增加任何特色。似乎，这些新建筑物因为修缮而变得更加丑陋、更加破败了。

## 文艺重要性与反响
维克多.雨果在书中提出了小说是一部叙事剧。他的小说是一部史诗，记叙了所有人的历史，将圣母院作为目击人、历史无声的主角。时间与生命作为发展的、有机全景的思想以历史中的一些人作为核心。小说也是第一部以乞丐为主角的作品。
《巴黎圣母院》是第一部包罗万象的小说，从法国国王到地沟裡的老鼠，后被许多作家采用，如奥诺雷·德·巴尔扎克、古斯塔夫·福樓拜、查尔斯·狄更斯等人。小说的成功刺激了初生的历史保护运动，并促进了哥特式建筑的再次复兴。最终，它导致維歐勒·勒·杜克在十九世纪对圣母院的重大修缮工作。圣母院今天的外观就是这次修缮的结果。

## 寓意与引述

### 历史
在《巴黎圣母院》中，维克多·雨果常常提及巴黎的圣母院。他提及了印刷术的诞生，而在小说一开始将书籍编撰人称为“德国瘟疫。”
2010年，英国档案保管员安德里安·格鲁(Adrian Glew)发现真实驼背敲鐘人的原型是政府的工头，负责巴黎的雕塑工作室。十九世纪20年代后革命期，他在圣母院负责修缮工作。

### 其他
名字Quasimodo（加西莫多）成为了“外貌丑陋、内心伟大”的同义词。

## 主要改编作品
- 《巴黎圣母院 (1956年电影)》：1956年法國、義大利電影。
- 《巴黎圣母院 （页面存档备份，存于）》：1982年美国电视电影。
- 《钟楼怪人 (1996年电影)》：1996年美国迪士尼动画電影。
- 《巴黎圣母院 （页面存档备份，存于）》：1997年美国电视电影。
- 《巴黎圣母院 (音乐剧)》：1998年加拿大魁北克作詞家Luc Plamondon及法國作曲家Richard Concciante创作的音樂劇。